# Eina (riu)
L'Eina, o Ribera d'Eina, de vegades esmentat com a Ebre, és un riu de l'Alta Cerdanya, pràcticament del tot inclòs en el terme comunal d'Eina; només en el tram final trepitja breument dos altres termes comunals: fa un tram de termenal entre Eina i Sallagosa, i tot seguit entra de ple en el terme de Font-romeu, Odelló i Vià, on s'uneix amb el Rec de Bolquera per tal de formar l'Angust.
Naix al capdamunt de la vall d'Eina, a la Font de la Coma d'Eina, situada en el vessant nord-occidental del Pic d'Eina i recorre la vall en direcció nord-oest fins a unir-se amb el riu de Bolquera per formar el rec de l'Angust, que desemboca en el riu Segre al sud de Vià i al nord-oest d'Eina. A la capçalera, a la vall alta d'Eina, el riu rep l'afluència de nombrosos torrents de muntanya, que davallen del circ de muntanyes format per la Torre d'Eina, el Pic d'Eina, el Pic de Núria i el Pic de Finestrelles: el Canal de la Torre d'Eina, el de la Coma d'Eina, el del Serrat de la Collada de Núria, el del Serrat de Núria i els canals del Pic de Finestrelles.
Ja més avall, passat el Pla de la Beguda, l'Eina rep per l'esquerra el Canal del Camp del Perones, després per la dreta el Canal de la Barraca dels Pastors, tot seguit el torrentet que porta les aigües de les Fonts de l'Orri de Dalt, més endavant per la dreta els canals de la Jaça dels Anyells i el Canal de Coma Ermada; tot seguit, per l'esquerra, el Canal de l'Orri de Baix i el de la Baralla. Encara riu avall, arriba per la dreta la Llissa Dreta, ja en un sector una mica més planer, el Canal de les Roques Molles, el de la Jaça d'en Calbet i el Canal Ample, davant del qual aflueix per l'esquerra el Canal de la Barraca dels Negres i altre cop per la dreta, el de l'Esclop. Entrat en la zona més plana del terme, ja a tocar del poble d'Eina, rep per l'esquerra el Rec de la Figuera, que ja és el darrer afluent rellevant d'aquest riu. Això sí, just quan arriba al termenal amb Sallagosa, arriba per l'esquerra el Rec de Coma Fumada, que fa també de termenal amb la comuna esmentada.
El Camí d'Eina a Núria, un dels més freqüentats per les rutes excursionistes d'aquesta zona del Pirineus, ressegueix quasi íntegrament el curs d'aquest riu.